# Oreodera cretata
Oreodera cretata är en skalbaggsart som beskrevs av Bates 1861. Oreodera cretata ingår i släktet Oreodera och familjen långhorningar.
Artens utbredningsområde är Panama. Inga underarter finns listade i Catalogue of Life.